# Municipio de Sinclair (Dakota del Norte)
El municipio de Sinclair (en inglés: Sinclair Township) es un municipio ubicado en el condado de Stutsman en el estado estadounidense de Dakota del Norte. En el año 2010 tenía una población de 30 habitantes y una densidad poblacional de 0,32 personas por km².

## Geografía
El municipio de Sinclair se encuentra ubicado en las coordenadas 46°45′29″N 99°7′42″O / 46.75806, -99.12833. Según la Oficina del Censo de los Estados Unidos, el municipio tiene una superficie total de 92.99 km², de la cual 88,57 km² corresponden a tierra firme y (4,76 %) 4,43 km² es agua.

## Demografía
Según el censo de 2010, había 30 personas residiendo en el municipio de Sinclair. La densidad de población era de 0,32 hab./km². De los 30 habitantes, el municipio de Sinclair estaba compuesto por el 100 % blancos. Del total de la población el 0 % eran hispanos o latinos de cualquier raza.